# Aristaces Azarian

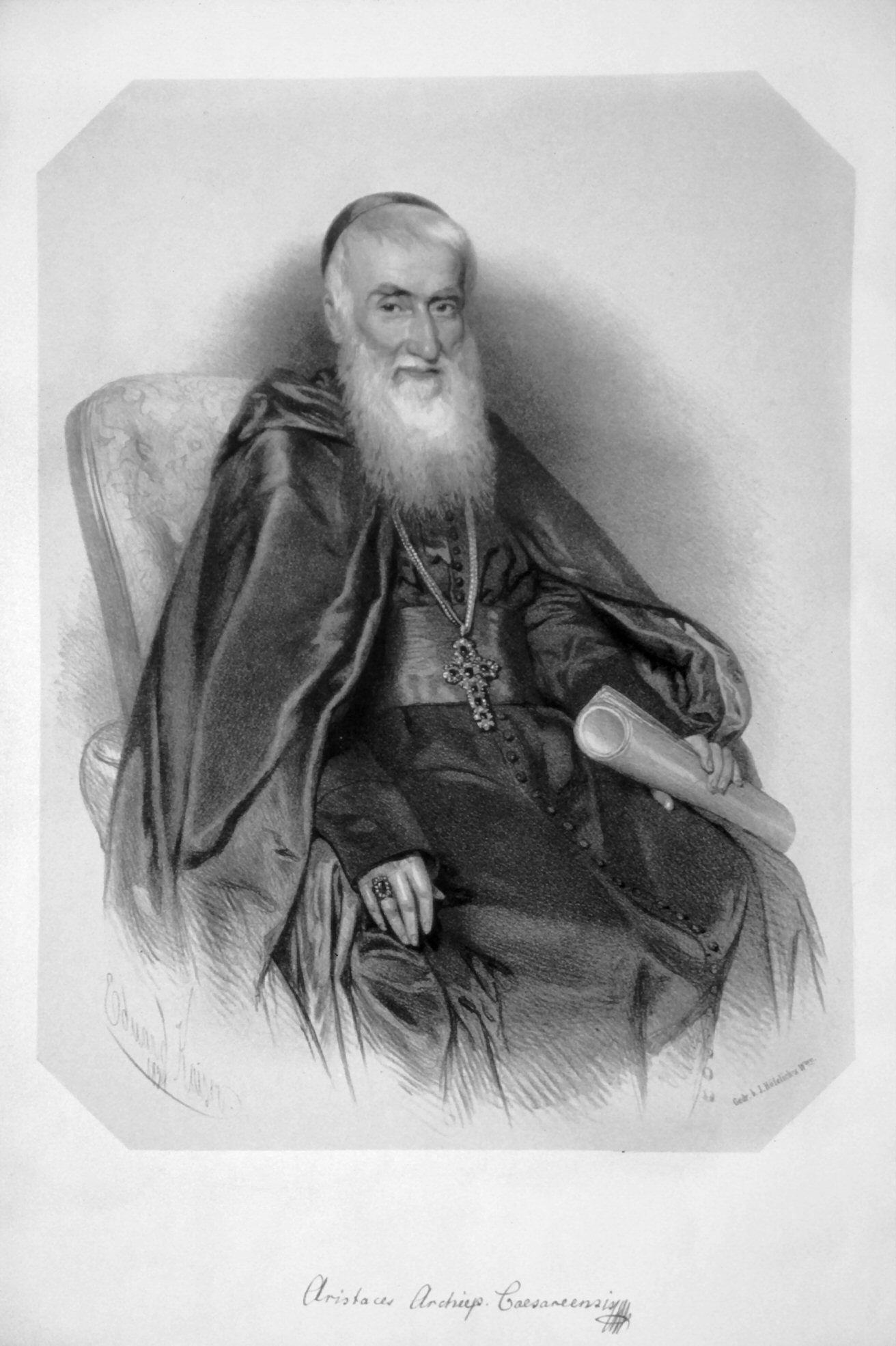
Aristaces Azarian

Aristaces Azarian CMV (armenisch Արիստակես Ազարյան; * 28. Juli 1782 in Konstantinopel, Osmanisches Reich; † 6. Mai 1855 in Wien) war ein armenisch-katholischer Ordensgeistlicher und Generalabt der Mechitaristen von Wien.

## Leben
Aristaces Azarian trat der Ordensgemeinschaft der Mechitaristen von Wien bei und empfing am 25. Dezember 1803 das Sakrament der Priesterweihe. Am 23. Januar 1827 wurde Azarian, als Nachfolger von Adeodatus Babik, Generalabt der Mechitaristen von Wien. Zugleich ernannte ihn Papst Leo XII. zum Titularbischof von Caesarea in Cappadocia. Der Erzbischof von Wien, Leopold Maximilian von Firmian, spendete ihm am 27. Mai desselben Jahres die Bischofsweihe; Mitkonsekrator war der Weihbischof in Wien, Matthias Paulus Steindl. Als Presbyter assistens wirkte der ernannte Bischof von St. Pölten, Jakob Frint.